# Debora Roncari
Debora Roncari (* 17. November 1992) ist eine ehemalige  italienische Skilangläuferin.

## Werdegang
Ganz gab im Dezember 2008 in St. Kassian ihr Debüt im Alpencup, bei dem sie über 5 km klassisch Platz 62 belegte. Ihre erste Punkteplatzierung erzielte sie mit Rang 30 über 5 km klassisch im Februar 2010 in Forni di Sopra. Im Januar 2012 startete Roncari beim Sprint in Mailand erstmals im Weltcup, wo sie Platz 42 belegte. Im Februar 2013 erzielte sie beim Alpencup in Hirschau mit Rang neun im Sprint ihre erste Top-Ten-Platzierung in der Serie. Ihren nächsten Weltcupeinsatz hatte Roncari im Dezember 2013 in Asiago, wo sie ebenso wie bei den folgenden Einsätzen in Toblach im Februar 2014 und Dezember 2015 die Punkteränge verpasste. Im Januar 2016 erreichte sie in Planica mit Rang zehn über 10 km Freistil ihre zweite Platzierung unter den besten zehn im Alpencup. Bei der folgenden Alpencupsstation im Februar 2016 in Campra kam Roncari im Sprint auf Rang sieben, erzielte über 10 km Freistil mit Platz drei eine Podiumsplatzierung und erreichte in der anschließenden Verfolgung als Siebte das Ziel. Im Januar 2017 holte sie in Toblach mit dem 29. Platz im Sprint ihre ersten Weltcuppunkte. Letztmals im Weltcup startete sie im Januar 2018 in Dresden. Dort erreichte sie den 19. Platz im Teamsprint und mit dem 24. Platz im Sprint ihre beste Ergebnisse im Weltcup.